# إدموند سميث كونكلين
إدموند سميث كونكلين (بالإنجليزية: Edmund Smith Conklin)‏ هو عالم نفس أمريكي، ولد في 19 أبريل 1884، وتوفي في 6 أكتوبر 1942.